# Elvis Crespo
Elvis Crespo (* 30. Juli 1971 in New York City) als Elvis Crespo Diaz geboren, ist ein puerto-ricanischer Sänger und Merengue-Musiker, der 1999 mit einem Grammy ausgezeichnet wurde.

## Leben und musikalische Karriere
Elvis Crespo wurde in New York geboren und erhielt seinen Namen nach Elvis Presley.
Im Alter von sechs Jahren zog seine Mutter mit ihm nach Guaynabo, Puerto Rico, wo er aufwuchs.
1988, im Alter von 17 Jahren entschied er sich nach New York zurückzukehren. Er wurde Mitglied im „Willie Berrios Orchestra“ und wenig später auch in der Merengue-Band von Toño Rosario. Daneben schrieb er sich in der Metropolitan University als Student der Betriebswissenschaften ein. 1991 heiratete Crespo Ana Ceruto. Mit ihr hat er einen Sohn: Elvis Francisco (* 1992). 1994 erhielt er die Möglichkeit, Leadsänger in der „Grupo Manía“ zu werden. Er gab sein Studium auf und widmete sich fortan ganz der Musik. Dadurch konnte er seine musikalischen Fähigkeiten stark verfeinern.
Nach drei gemeinsamen Alben mit Grupo Manía, die auch einigen Erfolg hatten erhielt Crespo von Sony Music das Angebot eine Solokarriere zu starten. Mit seinem Debüt-Album Suavemente gelang ihm 1998 sofort der internationale Durchbruch. Er wurde für einen Grammy für das „Best tropical Music Album“ nominiert. Der Titelsong wurde 2004 von der deutschen Techno-Band Scooter gecovert. Durch den Erfolg des Albums kam es auch zu verschiedenen Kollaborationen. Unter anderem sang er ein Duett mit Milly Quezada, der „Reina del Merengue“. Mit ihrem gemeinsamen Titel Para darte mi vida traten sie beim Musik-Wettbewerb „Premio Lo Nuestro“ in Miami in der Kategorie „Duo Tropical del Año“ an.
Das zweite Album Píntame (1999) konnte an den Erfolg anknüpfen. Crespo erhielt erneut eine Grammy-Nominierung und gewann den Grammy Latino für das beste Merengue-Album.
Im Anschluss ging er auf Tournee und es folgten zahlreiche Auftritte auf Musik-Festivals in ganz Lateinamerika. Ende 1999 wurde ein Remix-Album mit seinen bekanntesten Liedern veröffentlicht. Darauf erschien auch das Duett mit Gizelle D'Cole Come Baby Come. Im Frühjahr 2000 folgte eine Europa-Tournee, auf der er Spanien, Italien und Belgien besuchte.
Das im Jahr 2000 veröffentlichte Album Wow! Flash wurde ein kommerzieller Flop. Erst mit Urbano hatte Crespo 2002 wieder deutlich mehr Erfolg, insbesondere mit den Titeln Ojos negros und Besame en la boca.
Das Album Saboréalo erschien im Jahr 2004. Der Abstand zwischen seinen Veröffentlichungen wurde seit dieser Zeit länger. Crespo erklärte dies mit emotionalen Turbulenzen nach seinem unerwartet großen Erfolg. Insbesondere werden ihm zahlreiche Affären nachgesagt. Er hat drei uneheliche Kinder von drei verschiedenen Frauen, woraufhin seine Frau ihn dazu drängte, eine Vasektomie vornehmen zu lassen. Später trennte sich das Paar. Am 16. März 2009 heiratete er seine langjährige Managerin Maribel Vega, mit der er wenig später eine Tochter bekam.
2016 veröffentlichte der DJ Deorro die Single Bailar zu der Crespo die Vocals beisteuerte. Mit diesem Titel erreichte Crespo erstmals die deutschen Single-Charts.
Im Jahr 2017 sorgte Elvis Crespo mit dem Musikvideo zu Guayo, welches sich fünf Wochen lang auf den oberen Plätzen der Charts hielt, für Aufsehen.
Am 2. Februar 2018 veröffentlichte Crespo das Lied Azukita, das in Zusammenarbeit mit dem US-amerikanischen DJ und Produzenten Steve Aoki, dem puerto-ricanischen Latin-Rapper Daddy Yankee sowie dem US-amerikanischen und Produzenten-Duo Play-N-Skillz entstand. In den Track ließen sie sowohl Latin-Pop-, als auch Big-Room-Elemente einfließen.

## Stil und Bedeutung
Elvis Crespo gehört zu den exponiertesten Vertretern des Merengue, die den Stil weit über die Karibik hinaus populär gemacht haben.
Seine Stimme und sein Musikstil haben einen deutlichen Wiedererkennungswert. Sein Markenzeichen ist der Ausruf „Pequeña, echate pa'ca!“. Sein musikalisches Werk umfasst neben einigen Hits eine Vielzahl beliebter und tanzbarer Merengue-Stücke.
Im Bereich Salsa hat Crespo auf seinem Album Píntame durch den Titel Eres tu auf sich aufmerksam gemacht. Das Salsa-Duett mit Eddie Santiago, ein Remake des Titels Me haces falta, erschien auf Celebración (1999).
2004 veröffentlichte die deutsche Techno-Truppe Scooter eine Cover-Version seines Titels Suavemente.

## Diskografie

### Alben
| Jahr | Titel           | Höchstplatzierung, Gesamtwochen, AuszeichnungChartplatzierungen (Jahr, Titel, Platzierungen, Wochen, Auszeichnungen, Anmerkungen) | Höchstplatzierung, Gesamtwochen, AuszeichnungChartplatzierungen (Jahr, Titel, Platzierungen, Wochen, Auszeichnungen, Anmerkungen) | Anmerkungen                              |
| Jahr | Titel           | US | Latin | Anmerkungen                              |
| ---- | --------------- | --- | --- | ---------------------------------------- |
| 1998 | Suavemente      | US106 Platin · (43 Wo.)US | Latin1 ×2×6Doppeldiamant + Sechsfachplatin · (104 Wo.)Latin                                                                       | Erstveröffentlichung: 14. April 1998     |
| 1999 | Píntame         | US49 Gold · (10 Wo.)US | Latin1 (56 Wo.)Latin | Erstveröffentlichung: 4. Mai 1999        |
| 1999 | The Remixes     | US155 (1 Wo.)US | Latin2 Platin · (29 Wo.)Latin | Erstveröffentlichung: 14. Dezember 1999  |
| 2000 | Wow Flash!      | — | Latin5 Platin · (20 Wo.)Latin | Erstveröffentlichung: 21. November 2000  |
| 2002 | Urbano          | — | Latin4 Platin · (19 Wo.)Latin | Erstveröffentlichung: 21. Mai 2002       |
| 2004 | Saboréalo       | US171 (1 Wo.)US | Latin3 (11 Wo.)Latin | Erstveröffentlichung: 28. September 2004 |
| 2007 | Regreso El Jefe | — | Latin17 (7 Wo.)Latin | Erstveröffentlichung: 5. Juni 2007       |
| 2010 | Indestructible  | — | Latin8 (7 Wo.)Latin | Erstveröffentlichung: 14. Dezember 2010  |
| 2012 | Los Monsters    | — | Latin24 (7 Wo.)Latin | Erstveröffentlichung: 1. Mai 2012        |
| 2013 | One Flag        | — | Latin43 (2 Wo.)Latin |                                          |
| 2015 | Tatuaje         | — | Latin7 (3 Wo.)Latin | Erstveröffentlichung: 3. März 2015       |

Weitere Studioalben
- 2005: Hora Enamorada

### Livealben
| Jahr | Titel                            | Höchstplatzierung, Gesamtwochen, AuszeichnungChartplatzierungen (Jahr, Titel, Platzierungen, Wochen, Auszeichnungen, Anmerkungen) | Höchstplatzierung, Gesamtwochen, AuszeichnungChartplatzierungen (Jahr, Titel, Platzierungen, Wochen, Auszeichnungen, Anmerkungen) | Anmerkungen                           |
| Jahr | Titel                            | US | Latin | Anmerkungen                           |
| ---- | -------------------------------- | --- | --- | ------------------------------------- |
| 2009 | Elvis Crespo Live From Las Vegas | — | Latin65 (3 Wo.)Latin | Erstveröffentlichung: 20. Januar 2009 |

### Kompilationen
| Jahr | Titel         | Höchstplatzierung, Gesamtwochen, AuszeichnungChartplatzierungen (Jahr, Titel, Platzierungen, Wochen, Auszeichnungen, Anmerkungen) | Höchstplatzierung, Gesamtwochen, AuszeichnungChartplatzierungen (Jahr, Titel, Platzierungen, Wochen, Auszeichnungen, Anmerkungen) | Anmerkungen                             |
| Jahr | Titel         | US | Latin | Anmerkungen                             |
| ---- | ------------- | --- | --- | --------------------------------------- |
| 2002 | Greatest Hits | — | Latin45 (13 Wo.)Latin | Erstveröffentlichung: 12. November 2002 |

Weitere Kompilationen
- 2008: Top Tropical/Salsa

### Singles
| Jahr | Titel Album                            | Höchstplatzierung, Gesamtwochen, AuszeichnungChartplatzierungen (Jahr, Titel, Album, Platzierungen, Wochen, Auszeichnungen, Anmerkungen) | Höchstplatzierung, Gesamtwochen, AuszeichnungChartplatzierungen (Jahr, Titel, Album, Platzierungen, Wochen, Auszeichnungen, Anmerkungen) | Anmerkungen                                                                      |
| Jahr | Titel Album                            | US | Latin | Anmerkungen                                                                      |
| ---- | -------------------------------------- | --- | --- | -------------------------------------------------------------------------------- |
| 1998 | Suavemente                             | US84 (2 Wo.)US | Latin1 (19 Wo.)Latin |                                                                                  |
| 1998 | Tu Sonrisa Suavemente                  | — | Latin1 (23 Wo.)Latin |                                                                                  |
| 1998 | Para Darte Mi Vida –                   | — | Latin4 (26 Wo.)Latin | mit Milly Quezada                                                                |
| 1999 | El Cuerpo Me Pide –                    | — | Latin4 (5 Wo.)Latin | mit Victor Manuelle                                                              |
| 1999 | Luna Llena Suavemente                  | — | Latin26 (8 Wo.)Latin |                                                                                  |
| 1999 | Píntame                                | — | Latin2 (16 Wo.)Latin |                                                                                  |
| 1999 | Tiemblo Píntame                        | — | Latin10 (12 Wo.)Latin |                                                                                  |
| 1999 | Por El Caminito Píntame                | — | Latin23 (8 Wo.)Latin |                                                                                  |
| 2000 | Come Baby Come The Remixes             | — | Latin21 (6 Wo.)Latin | mit Gizelle D’Cole                                                               |
| 2001 | Wow Flash!                             | — | Latin10 (11 Wo.)Latin |                                                                                  |
| 2001 | La Noche Wow Flash!                    | — | Latin34 (3 Wo.)Latin |                                                                                  |
| 2001 | Mi Sol, Mi Luna Wow Flash!             | — | Latin38 (1 Wo.)Latin |                                                                                  |
| 2002 | Bandida Urbano                         | — | Latin12 (14 Wo.)Latin | feat. Tempo                                                                      |
| 2002 | Besame En La Boca Urbano               | — | Latin49 (1 Wo.)Latin |                                                                                  |
| 2004 | Hora Enamorada Saboréalo               | — | Latin13 (8 Wo.)Latin |                                                                                  |
| 2007 | La Foto Se Me Borro Regreso El Jefe    | — | Latin31 (7 Wo.)Latin |                                                                                  |
| 2009 | Me Gusta, Me Gusta Live From Las Vegas | — | Latin47 (1 Wo.)Latin |                                                                                  |
| 2011 | 15 Inviernos Indestructible            | — | Latin35 (8 Wo.)Latin | feat. Zone D’Tambora                                                             |
| 2011 | La Novia Bella Indestructible          | — | Latin40 (3 Wo.)Latin |                                                                                  |
| 2012 | Vallenato En Karaoke Los Monsters      | — | Latin37 (5 Wo.)Latin | feat. Los del Puente                                                             |
| 2012 | Yo No Soy Un Monstruo Los Monsters     | — | Latin1 (16 Wo.)Latin | feat. Ilegales                                                                   |
| 2013 | Pegaito Suavecito One Flag             | — | Latin6 Platin · (26 Wo.)Latin | feat. Fito Blanko                                                                |
| 2013 | Sopa de Caracol – Yupi One Flag        | — | Latin41 (7 Wo.)Latin | feat. Pitbull                                                                    |
| 2014 | Ole Brazil –                           | — | Latin49 (1 Wo.)Latin | feat. Maluma                                                                     |
| 2015 | Tatuaje                                | — | Latin35 (2 Wo.)Latin | feat. Bachata Heightz                                                            |
| 2018 | Azukita Neon Future III                | — | Latin29 ×2Doppelplatin · (9 Wo.)Latin | Erstveröffentlichung: 2. April 2018 mit Steve Aoki, Daddy Yankee & Play-N-Skillz |

Weitere Singles
- 1998: Nuestra Canción
- 2002: La Cerveza
- 2004: 7 Días
- 2005: Pan Comio
- 2006: Échate Pa’ Ca (feat. Grupo Mania)
- 2007: Lloré y Lloré
- 2017: Guayo (feat. Ilegales)

### Gastbeiträge
| Jahr | Titel Album               | Höchstplatzierung, Gesamtwochen, AuszeichnungChartplatzierungen (Jahr, Titel, Album, Platzierungen, Wochen, Auszeichnungen, Anmerkungen) | Höchstplatzierung, Gesamtwochen, AuszeichnungChartplatzierungen (Jahr, Titel, Album, Platzierungen, Wochen, Auszeichnungen, Anmerkungen) | Höchstplatzierung, Gesamtwochen, AuszeichnungChartplatzierungen (Jahr, Titel, Album, Platzierungen, Wochen, Auszeichnungen, Anmerkungen) | Höchstplatzierung, Gesamtwochen, AuszeichnungChartplatzierungen (Jahr, Titel, Album, Platzierungen, Wochen, Auszeichnungen, Anmerkungen) | Anmerkungen                                                    |
| Jahr | Titel Album               | DE | AT | CH | Latin | Anmerkungen                                                    |
| ---- | ------------------------- | --- | --- | --- | --- | -------------------------------------------------------------- |
| 2014 | Te Vivi El Día Que Vuelva | — | — | — | Latin43 (2 Wo.)Latin | Villamizar feat. Maluma y Elvis Crespo                         |
| 2016 | Bailar –                  | DE43 Gold · (14 Wo.)DE | AT11 Gold · (19 Wo.)AT | CH48 Gold · (11 Wo.)CH | Latin8 ×8Gold + Achtfachplatin (Latin) · (24 Wo.)Latin                                                                                   | Erstveröffentlichung: 22. April 2016 Deorro feat. Elvis Crespo |

## Auszeichnungen für Musikverkäufe
| Goldene Schallplatte - Belgien - 2016: für die Single Bailar - Italien - 2024: für die Single Suavemente - Kanada - 2017: für die Single Bailar - Mexiko - 2000: für das Album Píntame - Polen - 2024: für die Single Bailar - Spanien - 1999: für das Album Suavemente - Uruguay - 1999: für das Album Píntame Platin-Schallplatte - Argentinien - 1999: für das Album Píntame - Italien - 2019: für die Single Azukita - Spanien - 1999: für das Album Píntame - 2016: für die Single Bailar - 2024: für die Single Suavemente | 3× Goldene Schallplatte - Mexiko - 1999: für das Album Suavemente - 2019: für die Single Bailar 2× Platin-Schallplatte - Argentinien - 1999: für das Album Suavemente - Italien - 2018: für die Single Bailar - Spanien - 2024: für die Single Azukita - Uruguay - 1999: für das Album Suavemente 3× Platin-Schallplatte - Niederlande - 2017: für die Single Bailar Diamantene Schallplatte - Frankreich - 2017: für die Single Bailar |

Anmerkung: Auszeichnungen in Ländern aus den Charttabellen bzw. Chartboxen sind in ebendiesen zu finden.
| Land/RegionAuszeichnungen für Musikverkäufe (Land/Region, Auszeichnungen, Verkäufe, Quellen) | Gold       | Platin       | Diamant     | Verkäufe  | Quellen             |
| -------------------------------------------------------------------------------------------- | ---------- | ------------ | ----------- | --------- | ------------------- |
| Argentinien (CAPIF)                                                                          | —          | 3× Platin3   | —           | 180.000   | capif.org.ar        |
| Belgien (BRMA)                                                                               | Gold1      | —            | —           | 15.000    | ultratop.be         |
| Deutschland (BVMI)                                                                           | Gold1      | —            | —           | 200.000   | musikindustrie.de   |
| Frankreich (SNEP)                                                                            | —          | —            | Diamant1    | 233.333   | snepmusique.com     |
| Italien (FIMI)                                                                               | Gold1      | 3× Platin3   | —           | 200.000   | fimi.it             |
| Kanada (MC)                                                                                  | Gold1      | —            | —           | 40.000    | musiccanada.com     |
| Mexiko (AMPROFON)                                                                            | 3× Gold3   | 2× Platin2   | —           | 465.000   | amprofon.com.mx     |
| Niederlande (NVPI)                                                                           | —          | 3× Platin3   | —           | 120.000   | nvpi.nl             |
| Österreich (IFPI)                                                                            | Gold1      | —            | —           | 15.000    | ifpi.at             |
| Polen (ZPAV)                                                                                 | Gold1      | —            | —           | 25.000    | olis.pl             |
| Schweiz (IFPI)                                                                               | Gold1      | —            | —           | 15.000    | hitparade.ch        |
| Spanien (Promusicae)                                                                         | Gold1      | 5× Platin5   | —           | 370.000   | elportaldemusica.es |
| Uruguay (CUD)                                                                                | Gold1      | 2× Platin2   | —           | 15.000    | cudisco.org         |
| Vereinigte Staaten (RIAA)                                                                    | 2× Gold2   | 21× Platin21 | 2× Diamant2 | 2.920.000 | riaa.com            |
| Insgesamt                                                                                    | 14× Gold14 | 39× Platin39 | 3× Diamant3 |           |                     |